# 35977 Lexington
35977 Lexington este un asteroid din centura principală de asteroizi.

## Descriere
35977 Lexington este un asteroid din centura principală de asteroizi. A fost descoperit pe 3 iulie 1999 la Observatorul Kleť de Jana Tichá și Miloš Tichý. Asteroidul prezintă o orbită caracterizată de o semiaxă mare de 2,63 ua, o excentricitate de 0,18 și o înclinație de 12,7° în raport cu ecliptica.